# آترومنتین
آترومنتین (به انگلیسی: Atromentin) با فرمول شیمیایی C۱۸H۱۲O۶ یک بنزوکینون با شناسه پاب‌کم ۹۹۱۴۸ است. که جرم مولی آن ۳۲۴٫۲۸ g/mol می‌باشد. 
آترومنتین در طبیعت در قارچ‌های تیغک‌دار و Thelephorales یافت میشود. این ماده مانند هپارین دارای خواص ضدانعقاد خون میباشد.